# فاندا فاشيلفسكا
فاندا فاشيلفسكا، المعروفة أيضًا باسمها الروسي فاندا لفوفنا فاسيليفسكايا، (1 يناير 1905-29 يوليو 1964) هي كاتبة روائية سوفيتية وبولندية وناشطة سياسية يسارية. كانت فاشيلفسكا اشتراكية، وأصبحت أيضًا شيوعية مخلصة. هربت من الهجوم الألماني على وارسو في سبتمبر 1939، وأقامت في لفيف المحتلة من قبل الاتحاد السوفيتي، واستقرت في النهاية في الاتحاد السوفيتي. كانت مؤسس اتحاد الوطنيين البولنديين هناك، ولعبت دورًا مهمًا في إنشاء فرقة مشاة تاديوش كوسيوسكو الأولى. تطورت الفرقة إلى الجيش الشعبي البولندي، وقاتلت على الجبهة الشرقية خلال الحرب العالمية الثانية. كانت فاشيلفسكا مستشارة موثوقة لجوزيف ستالين، وكان تأثيرها ضروريًا لإنشاء اللجنة البولندية للتحرير الوطني في يوليو 1994 وتشكيل جمهورية بولندا الشعبية.